# Cnephasia lineata
Cnephasia lineata es una especie de polilla perteneciente al género Cnephasia, categorizada en la tribu Cnephasiini, de la subfamilia Tortricinae.

## Distribución
Se distribuye por Israel.

## Taxonomía
Fue descrita por Walsingham en 1900 y publicada por primera vez en (Doloploca), Ann. Mag. nat. Hist. (7)5: 462 TL.